# Alivia Fundación Oncológica España
Alivia Fundación Oncológica España, fundada en 2021, es una organización sin fines de lucro dedicada a apoyar a las personas afectadas por el cáncer. Es miembro de la red internacional Alivia y tiene su sede en Barcelona, España.

## Historia
La red Alivia se estableció inicialmente en Varsovia en el año 2010, creada por Bartosz Poliński. En España, proporciona regularmente información sobre los tratamientos recomendados para los veinte tipos de cáncer más letales y verifica si están disponibles. Además, promueve programas de solidaridad y ofrece consultas gratuitas con psicooncólogos y nutricionistas. También cuenta con un programa de voluntariado que ofrece apoyo, orientación y acompañamiento a pacientes con cáncer.
El director general de la fundación en España es Asensio Rodríguez.

## Colaboraciones y campañas
La Fundación Oncológica Alivia España colabora con instituciones médicas, organismos de investigación y organizaciones de defensa del paciente. En respuesta a una reducción del 20-30 % en la disponibilidad de oncólogos durante el verano de 2024, la fundación pidió a las autoridades sanitarias que reforzaran los niveles de personal durante este período crítico. Alivia hizo hincapié en la necesidad de garantizar la plena disponibilidad de oncólogos y profesionales afines durante los meses de verano para evitar vacíos significativos en la atención a los pacientes causadas por estas ausencias.

### Defensa del «derecho al olvido oncológico»
En 2023, junto con otras asociaciones nacionales como la Sociedad Española de Oncología Médica o la Asociación Española contra el Cáncer, participó en una campaña en las redes sociales y en los medios de comunicación locales y nacionales. La campaña tuvo éxito y el 27 de junio de 2023 el Consejo de Ministros incluyó el derecho al olvido para los pacientes con cáncer. Esta disposición legal permite a las personas no revelar su historial de cáncer a las instituciones financieras y los empleadores después de un período determinado, reduciendo la discriminación y fomentando la inclusión social 